# Résultats détaillés de la primaire présidentielle socialiste de 2011
Cette page dresse la liste des résultats obtenus par les candidats à la primaire citoyenne des 9 et 16 octobre 2011.

## Premier tour

### Logistique du vote
Le premier tour de la primaire présidentielle s'ouvre le samedi 8 octobre 2011 pour les départements et territoires d'Outre-mer, à partir de 9 h et jusqu'à 19 h. En accord avec les représentants locaux des différents candidats aux primaires, le vote prévu à Mayotte est annulé en raison de la situation sociale — qualifiée « de plus en plus tendue » par la direction du PS — qui y règne depuis le déclenchement, fin septembre 2011, d'une grève générale contre la vie chère,.
C'est à 13 h (heure de Paris) que le premier bureau de vote installé à l'étranger s'ouvre. Il s'agit de celui de Montevideo (en Uruguay). À 15 heures (heure de Paris), les bureaux de Montréal, New York, Boston, Washington et de La Paz accueillent les premiers Français de l'étranger désireux de voter à la primaire. Suivent, dans les heures suivantes, les bureaux de vote de Mexico, San José, San Salvador, Los Angeles puis celui de San Francisco - tous ferment leurs portes à 4 heures du matin (heure de Paris). Les bureaux de vote de Pékin, de Shanghai et de Taipei ouvrent de 3 h à 13 h (heure de Paris). 
Le dimanche 9 octobre, les premiers bureaux de vote à ouvrir sont situés à Casablanca et à Dakar (7 h). À 8 heures, c'est au tour de Dublin, de Lisbonne et de Londres. À 9 heures, les 10 000 bureaux de vote de France métropolitaine accueillent les premiers votants. C'est aussi l'heure à laquelle s'ouvrent les bureaux de vote installés à Berlin, Francfort, Munich, Andorre, Vienne, Bruxelles, Liège, Copenhague, Barcelone, Madrid, Jérusalem, Tel-Aviv, Milan, Rome, Luxembourg, La Haye, Varsovie et à Genève. Une heure plus tard, les électeurs de Addis-Abeba, d'Athènes, de Nairobi, de Antananarivo, de Bucarest et d'Istanbul peuvent voter. 
Les premiers résultats ne sont déclarés qu'à partir de 19 heures, après la fermeture de tous les bureaux de vote situés en métropole. Le comptage des votes et la proclamation des résultats est fait en temps réel. 
200 huissiers de justice contrôlent le dépouillement dans chaque département, avant de les transmettre à Paris au siège du parti, et s'assurent de la mise sous scellés des listes d'émargement. Ces dernières sont destinées à être rouvertes au début du deuxième tour, avant d'être détruites après la proclamation des résultats définitifs, au soir du 16 octobre - ce que contrôlent également des membres de la CNIL, dépêchés sur place et depuis l'avant-veille du scrutin.
La remontée des résultats au siège du parti socialiste se fait par le biais de trois canaux différents pour éviter tout risque de fraude ou de contestation : l'audiotel, des procès-verbaux écrits et des procès-verbaux par stylo numérique. 
Les résultats sont donc transmis par chaque président du bureau de vote via un téléphone relié à un serveur vocal interactif. Celui-ci signe également deux procès-verbaux - l'un écrit, l'autre numérique - qu'il transmet aux commissions départementales de recensement des votes (CDRV) pour saisie. Le rédacteur du rapport de dépouillement de chaque bureau de vote est en effet appelé à se servir d'un stylo numérique doté d’une minicaméra. Ce stylo enregistre tous les mouvements de son utilisateur, tels que les ratures et corrections de dernières minutes. Une fois reposé sur sa base, l'appareil transmet toutes ses données à la plate-forme informatique centralisant les résultats. 
Au siège du parti socialiste, les trois membres de la Haute Autorité de la Primaire chargée de la régularité du scrutin (composée de Jean-Pierre Mignard, de Catherine Barbaroux et de Rémi Pautrat) valident les résultats entourés d'une dizaine de « grands experts ». Des représentants des six candidats, installés dans des pièces adjacentes, séparées et dotées d'un ordinateur relié à l'interface interne, suivent également le comptage. Aucun membre n'a la possibilité d’interagir avec les données envoyées électroniquement. 
Au même moment, le site du parti socialiste relaie les informations pour les proposer, en temps réel, aux internautes,,. Il est prévu que les premières estimations ne reflètent pas avec exactitude la tendance générale du scrutin : les plus petits bureaux de vote (situés à l'étranger ou dans les DOM-TOM) sont en effet dépouillés avant ceux des grandes fédérations.
Le second tour des primaires socialistes s'annonce ouvert le 16 octobre prochain entre François Hollande, arrivé en tête dimanche, et son adversaire Martine Aubry. La principale surprise du scrutin, Arnaud Montebourg, en troisième position, pourrait jouer les arbitres.

### Participation
La primaire étant un scrutin sans précédent en France, peu d'observateurs politiques se risquent à pronostiquer le nombre d'électeurs potentiels. Le Parti socialiste, toutefois, s'était fixé un objectif de 1 million de votants,,. Finalement la participation est proche de 2,7 millions de votants selon les chiffres publiés par le Parti socialiste.

### Résultats

#### Résultats nationaux
| Candidats      | Candidats          | Étiquette      | Voix      | %       |  |
| -------------- | ------------------ | -------------- | --------- | ------- |  |
|                | François Hollande  | PS             | 1 038 188 | 39,17 % |  |
|                | Martine Aubry      | PS             | 806 168   | 30,42 % |  |
|                | Arnaud Montebourg  | PS             | 455 601   | 17,19 % |  |
|                | Ségolène Royal     | PS             | 184 091   | 6,95 %  |  |
|                | Manuel Valls       | PS             | 149 103   | 5,63 %  |  |
|                | Jean-Michel Baylet | PRG            | 17 055    | 0,64 %  |  |
|                |                    |                |           |         |  |
| Votants        | Votants            | Votants        | 2 661 231 | 100,00  |  |
| Exprimés       | Exprimés           | Exprimés       | 2 650 206 | 99,59   |  |
| Blancs et nuls | Blancs et nuls     | Blancs et nuls | 11 025    | 0,41    |  |

#### Résultats détaillés par département
| Départements                    | Candidats                                                                                       | Candidats                                                                                       | Candidats                                                                                       | Candidats                                                                                       | Candidats                                                                                       | Candidats                                                                                       | Candidats                                                                                       | Candidats                                                                                       | Candidats                                                                                       | Candidats                                                                                       | Candidats                                                                                       | Candidats                                                                                       |
| Départements                    | Arnaud Montebourg                                                                               | Arnaud Montebourg                                                                               | Martine Aubry                                                                                   | Martine Aubry                                                                                   | Jean-Michel Baylet                                                                              | Jean-Michel Baylet                                                                              | Manuel Valls                                                                                    | Manuel Valls                                                                                    | François Hollande                                                                               | François Hollande                                                                               | Ségolène Royal                                                                                  | Ségolène Royal                                                                                  |
| ------------------------------- | ----------------------------------------------------------------------------------------------- | ----------------------------------------------------------------------------------------------- | ----------------------------------------------------------------------------------------------- | ----------------------------------------------------------------------------------------------- | ----------------------------------------------------------------------------------------------- | ----------------------------------------------------------------------------------------------- | ----------------------------------------------------------------------------------------------- | ----------------------------------------------------------------------------------------------- | ----------------------------------------------------------------------------------------------- | ----------------------------------------------------------------------------------------------- | ----------------------------------------------------------------------------------------------- | ----------------------------------------------------------------------------------------------- |
| Départements                    |                                                                                                 |                                                                                                 |                                                                                                 |                                                                                                 |                                                                                                 |                                                                                                 |                                                                                                 |                                                                                                 |                                                                                                 |                                                                                                 |                                                                                                 |                                                                                                 |
| Ain (01)                        | 4 661                                                                                           | 25,23 %                                                                                         | 5 170                                                                                           | 27,98 %                                                                                         | 130                                                                                             | 0,70 %                                                                                          | 1 057                                                                                           | 5,72 %                                                                                          | 6 444                                                                                           | 34,88 %                                                                                         | 1 015                                                                                           | 5,49 %                                                                                          |
| Aisne (02)                      | 1 664                                                                                           | 13,64 %                                                                                         | 3 737                                                                                           | 30,64 %                                                                                         | 87                                                                                              | 0,71 %                                                                                          | 460                                                                                             | 3,77 %                                                                                          | 5 450                                                                                           | 44,69 %                                                                                         | 799                                                                                             | 6,55 %                                                                                          |
| Allier (03)                     | 2 212                                                                                           | 19,02 %                                                                                         | 2 993                                                                                           | 25,74 %                                                                                         | 130                                                                                             | 1,12 %                                                                                          | 452                                                                                             | 3,89 %                                                                                          | 5 074                                                                                           | 43,63 %                                                                                         | 769                                                                                             | 6,61 %                                                                                          |
| Alpes de Haute-Provence (04)    | 1 905                                                                                           | 24,26 %                                                                                         | 2 009                                                                                           | 25,58 %                                                                                         | 47                                                                                              | 0,60 %                                                                                          | 458                                                                                             | 5,83 %                                                                                          | 2 668                                                                                           | 33,97 %                                                                                         | 766                                                                                             | 9,75 %                                                                                          |
| Hautes-Alpes (05)               | 1 376                                                                                           | 22,67 %                                                                                         | 1 945                                                                                           | 32,05 %                                                                                         | 64                                                                                              | 1,06 %                                                                                          | 300                                                                                             | 4,94 %                                                                                          | 1 968                                                                                           | 32,43 %                                                                                         | 416                                                                                             | 6,86 %                                                                                          |
| Alpes-Maritimes (06)            | 5 861                                                                                           | 19,75 %                                                                                         | 8 153                                                                                           | 27,48 %                                                                                         | 175                                                                                             | 0,59 %                                                                                          | 1 865                                                                                           | 6,29 %                                                                                          | 11 189                                                                                          | 37,71 %                                                                                         | 2 426                                                                                           | 8,18 %                                                                                          |
| Ardèche (07)                    | 3 314                                                                                           | 22,17 %                                                                                         | 4 348                                                                                           | 29,09 %                                                                                         | 58                                                                                              | 0,39 %                                                                                          | 735                                                                                             | 4,92 %                                                                                          | 5 544                                                                                           | 37,09 %                                                                                         | 949                                                                                             | 6,35 %                                                                                          |
| Ardennes (08)                   | 1 007                                                                                           | 12,74 %                                                                                         | 2 580                                                                                           | 32,65 %                                                                                         | 19                                                                                              | 0,24 %                                                                                          | 264                                                                                             | 3,34 %                                                                                          | 3 477                                                                                           | 44,00 %                                                                                         | 555                                                                                             | 7,02 %                                                                                          |
| Ariège (09)                     | 1 984                                                                                           | 16,96 %                                                                                         | 2 794                                                                                           | 23,88 %                                                                                         | 112                                                                                             | 0,96 %                                                                                          | 460                                                                                             | 3,93 %                                                                                          | 5 345                                                                                           | 45,68 %                                                                                         | 1 005                                                                                           | 8,59 %                                                                                          |
| Aube (10)                       | 1 212                                                                                           | 18,99 %                                                                                         | 1 803                                                                                           | 28,25 %                                                                                         | 22                                                                                              | 0,35 %                                                                                          | 330                                                                                             | 5,17 %                                                                                          | 2 526                                                                                           | 39,57 %                                                                                         | 490                                                                                             | 7,67 %                                                                                          |
| Aude (11)                       | 3 739                                                                                           | 15,90 %                                                                                         | 3 902                                                                                           | 16,59 %                                                                                         | 189                                                                                             | 0,80 %                                                                                          | 1 410                                                                                           | 6,00 %                                                                                          | 11 886                                                                                          | 50,55 %                                                                                         | 2 389                                                                                           | 10,16 %                                                                                         |
| Aveyron (12)                    | 2 276                                                                                           | 18,26 %                                                                                         | 3 236                                                                                           | 25,96 %                                                                                         | 96                                                                                              | 0,77 %                                                                                          | 525                                                                                             | 4,21 %                                                                                          | 5 538                                                                                           | 44,42 %                                                                                         | 796                                                                                             | 6,38 %                                                                                          |
| Bouches-du-Rhône (13)           | 14 479                                                                                          | 20,63 %                                                                                         | 19 905                                                                                          | 28,36 %                                                                                         | 358                                                                                             | 0,51 %                                                                                          | 4 383                                                                                           | 6,24 %                                                                                          | 25 535                                                                                          | 36,38 %                                                                                         | 5 526                                                                                           | 7,87 %                                                                                          |
| Calvados (14)                   | 5 036                                                                                           | 16,72 %                                                                                         | 10 295                                                                                          | 34,18 %                                                                                         | 175                                                                                             | 0,58 %                                                                                          | 1 440                                                                                           | 4,78 %                                                                                          | 11 358                                                                                          | 37,70 %                                                                                         | 1 820                                                                                           | 6,04 %                                                                                          |
| Cantal (15)                     | 865                                                                                             | 14,02 %                                                                                         | 1 183                                                                                           | 19,17 %                                                                                         | 46                                                                                              | 0,74 %                                                                                          | 198                                                                                             | 3,21 %                                                                                          | 3 573                                                                                           | 57,90 %                                                                                         | 306                                                                                             | 4,96 %                                                                                          |
| Charente (16)                   | 2 297                                                                                           | 15,59 %                                                                                         | 3 060                                                                                           | 20,77 %                                                                                         | 42                                                                                              | 0,28 %                                                                                          | 601                                                                                             | 4,08 %                                                                                          | 6 456                                                                                           | 43,82 %                                                                                         | 2 278                                                                                           | 15,46 %                                                                                         |
| Charente-Maritime (17)          | 5 021                                                                                           | 17,20 %                                                                                         | 6 094                                                                                           | 20,87 %                                                                                         | 215                                                                                             | 0,74 %                                                                                          | 1 349                                                                                           | 4,62 %                                                                                          | 11 714                                                                                          | 40,12 %                                                                                         | 4 803                                                                                           | 16,45 %                                                                                         |
| Cher (18)                       | 1 692                                                                                           | 18,10 %                                                                                         | 2 571                                                                                           | 27,50 %                                                                                         | 23                                                                                              | 0,25 %                                                                                          | 422                                                                                             | 4,51 %                                                                                          | 4 010                                                                                           | 42,90 %                                                                                         | 630                                                                                             | 6,74 %                                                                                          |
| Corrèze (19)                    | 1 255                                                                                           | 6,05 %                                                                                          | 924                                                                                             | 4,45 %                                                                                          | 31                                                                                              | 0,15 %                                                                                          | 241                                                                                             | 1,16 %                                                                                          | 17 924                                                                                          | 86,39 %                                                                                         | 373                                                                                             | 1,80 %                                                                                          |
| Corse-du-Sud                    | 531                                                                                             | 13,45 %                                                                                         | 738                                                                                             | 18,69 %                                                                                         | 33                                                                                              | 0,84 %                                                                                          | 302                                                                                             | 7,65 %                                                                                          | 2 052                                                                                           | 51,98 %                                                                                         | 292                                                                                             | 7,40 %                                                                                          |
| Haute-Corse                     | 599                                                                                             | 10,05 %                                                                                         | 1 420                                                                                           | 23,83 %                                                                                         | 861                                                                                             | 14,45 %                                                                                         | 314                                                                                             | 5,27 %                                                                                          | 2 451                                                                                           | 41,12 %                                                                                         | 315                                                                                             | 5,29 %                                                                                          |
| Côte-d'Or (21)                  | 5 648                                                                                           | 25,11 %                                                                                         | 5 012                                                                                           | 22,29 %                                                                                         | 301                                                                                             | 1,34 %                                                                                          | 1 039                                                                                           | 4,62 %                                                                                          | 9 308                                                                                           | 41,39 %                                                                                         | 1 181                                                                                           | 5,25 %                                                                                          |
| Côtes-d'Armor (22)              | 5 492                                                                                           | 15,64 %                                                                                         | 10 561                                                                                          | 30,08 %                                                                                         | 123                                                                                             | 0,35 %                                                                                          | 1 532                                                                                           | 4,36 %                                                                                          | 15 606                                                                                          | 44,45 %                                                                                         | 1 798                                                                                           | 5,12 %                                                                                          |
| Creuse (23)                     | 966                                                                                             | 16,06 %                                                                                         | 1 134                                                                                           | 18,85 %                                                                                         | 18                                                                                              | 0,30 %                                                                                          | 162                                                                                             | 2,69 %                                                                                          | 3 345                                                                                           | 55,60 %                                                                                         | 391                                                                                             | 6,50 %                                                                                          |
| Dordogne (24)                   | 3 840                                                                                           | 17,52 %                                                                                         | 4 976                                                                                           | 22,70 %                                                                                         | 73                                                                                              | 0,33 %                                                                                          | 735                                                                                             | 3,35 %                                                                                          | 10 540                                                                                          | 48,08 %                                                                                         | 1 758                                                                                           | 8,02 %                                                                                          |
| Doubs (25)                      | 4 006                                                                                           | 19,70 %                                                                                         | 5 754                                                                                           | 28,30 %                                                                                         | 64                                                                                              | 0,31 %                                                                                          | 943                                                                                             | 4,64 %                                                                                          | 8 384                                                                                           | 41,24 %                                                                                         | 1 181                                                                                           | 5,81 %                                                                                          |
| Drôme (26)                      | 4 614                                                                                           | 21,56 %                                                                                         | 6 129                                                                                           | 28,64 %                                                                                         | 84                                                                                              | 0,39 %                                                                                          | 1 170                                                                                           | 5,47 %                                                                                          | 7 958                                                                                           | 37,18 %                                                                                         | 1 446                                                                                           | 6,76 %                                                                                          |
| Eure (27)                       | 2 960                                                                                           | 15,87 %                                                                                         | 6 062                                                                                           | 32,51 %                                                                                         | 123                                                                                             | 0,66 %                                                                                          | 953                                                                                             | 5,11 %                                                                                          | 7 294                                                                                           | 39,11 %                                                                                         | 1 256                                                                                           | 6,74 %                                                                                          |
| Eure-et-Loir (28)               | 2 014                                                                                           | 16,37 %                                                                                         | 3 555                                                                                           | 28,89 %                                                                                         | 154                                                                                             | 1,25 %                                                                                          | 652                                                                                             | 5,30 %                                                                                          | 5 100                                                                                           | 41,44 %                                                                                         | 831                                                                                             | 6,75 %                                                                                          |
| Finistère (29)                  | 8 133                                                                                           | 15,28 %                                                                                         | 17 013                                                                                          | 31,96 %                                                                                         | 189                                                                                             | 0,36 %                                                                                          | 2 280                                                                                           | 4,28 %                                                                                          | 22 997                                                                                          | 43,21 %                                                                                         | 2 613                                                                                           | 4,91 %                                                                                          |
| Gard (30)                       | 5 710                                                                                           | 19,92 %                                                                                         | 7 004                                                                                           | 24,43 %                                                                                         | 201                                                                                             | 0,70 %                                                                                          | 1 993                                                                                           | 6,95 %                                                                                          | 11 447                                                                                          | 39,93 %                                                                                         | 2 315                                                                                           | 8,07 %                                                                                          |
|                                 |                                                                                                 |                                                                                                 |                                                                                                 |                                                                                                 |                                                                                                 |                                                                                                 |                                                                                                 |                                                                                                 |                                                                                                 |                                                                                                 |                                                                                                 |                                                                                                 |
| Candidats                       | Arnaud Montebourg                                                                               | Arnaud Montebourg                                                                               | Martine Aubry                                                                                   | Martine Aubry                                                                                   | Jean-Michel Baylet                                                                              | Jean-Michel Baylet                                                                              | Manuel Valls                                                                                    | Manuel Valls                                                                                    | François Hollande                                                                               | François Hollande                                                                               | Ségolène Royal                                                                                  | Ségolène Royal                                                                                  |
|                                 |                                                                                                 |                                                                                                 |                                                                                                 |                                                                                                 |                                                                                                 |                                                                                                 |                                                                                                 |                                                                                                 |                                                                                                 |                                                                                                 |                                                                                                 |                                                                                                 |
| Haute-Garonne (31)              | 14 565                                                                                          | 17,94 %                                                                                         | 23 752                                                                                          | 29,27 %                                                                                         | 811                                                                                             | 1,00 %                                                                                          | 4 658                                                                                           | 5,74 %                                                                                          | 31 562                                                                                          | 38,89 %                                                                                         | 5 810                                                                                           | 7,16 %                                                                                          |
| Gers (32)                       | 2 058                                                                                           | 17,78 %                                                                                         | 3 361                                                                                           | 29,04 %                                                                                         | 158                                                                                             | 1,37 %                                                                                          | 483                                                                                             | 4,17 %                                                                                          | 4 491                                                                                           | 38,81 %                                                                                         | 1 021                                                                                           | 8,82 %                                                                                          |
| Gironde (33)                    | 14 143                                                                                          | 17,70 %                                                                                         | 22 320                                                                                          | 27,93 %                                                                                         | 337                                                                                             | 0,42 %                                                                                          | 3 973                                                                                           | 4,97 %                                                                                          | 32 495                                                                                          | 40,66 %                                                                                         | 6 674                                                                                           | 8,35 %                                                                                          |
| Hérault (34)                    | 9 890                                                                                           | 18,87 %                                                                                         | 13 114                                                                                          | 25,02 %                                                                                         | 356                                                                                             | 0,68 %                                                                                          | 3 624                                                                                           | 6,92 %                                                                                          | 20 992                                                                                          | 40,05 %                                                                                         | 4 432                                                                                           | 8,46 %                                                                                          |
| Ille-et-Vilaine (35)            | 8 508                                                                                           | 16,96 %                                                                                         | 16 840                                                                                          | 33,58 %                                                                                         | 207                                                                                             | 0,41 %                                                                                          | 2 690                                                                                           | 5,36 %                                                                                          | 19 478                                                                                          | 38,84 %                                                                                         | 2 430                                                                                           | 4,85 %                                                                                          |
| Indre (36)                      | 1 201                                                                                           | 15,81 %                                                                                         | 2 123                                                                                           | 27,95 %                                                                                         | 25                                                                                              | 0,33 %                                                                                          | 260                                                                                             | 3,42 %                                                                                          | 3 425                                                                                           | 45,09 %                                                                                         | 562                                                                                             | 7,40 %                                                                                          |
| Indre-et-Loire (37)             | 4 401                                                                                           | 17,75 %                                                                                         | 7 125                                                                                           | 28,74 %                                                                                         | 120                                                                                             | 0,48 %                                                                                          | 1 377                                                                                           | 5,56 %                                                                                          | 9 955                                                                                           | 40,16 %                                                                                         | 1 812                                                                                           | 7,31 %                                                                                          |
| Isère (38)                      | 10 444                                                                                          | 18,97 %                                                                                         | 18 479                                                                                          | 33,56 %                                                                                         | 207                                                                                             | 0,38 %                                                                                          | 2 985                                                                                           | 5,42 %                                                                                          | 19 806                                                                                          | 35,97 %                                                                                         | 3 145                                                                                           | 5,71 %                                                                                          |
| Jura (39)                       | 2 851                                                                                           | 28,68 %                                                                                         | 2 579                                                                                           | 25,95 %                                                                                         | 45                                                                                              | 0,45 %                                                                                          | 409                                                                                             | 4,12 %                                                                                          | 3 517                                                                                           | 35,39 %                                                                                         | 538                                                                                             | 5,41 %                                                                                          |
| Landes (40)                     | 3 486                                                                                           | 16,00 %                                                                                         | 7 094                                                                                           | 32,55 %                                                                                         | 91                                                                                              | 0,42 %                                                                                          | 948                                                                                             | 4,35 %                                                                                          | 8 521                                                                                           | 39,10 %                                                                                         | 1 652                                                                                           | 7,58 %                                                                                          |
| Loir-et-Cher (41)               | 1 725                                                                                           | 16,13 %                                                                                         | 3 190                                                                                           | 29,82 %                                                                                         | 48                                                                                              | 0,45 %                                                                                          | 544                                                                                             | 5,08 %                                                                                          | 4 479                                                                                           | 41,87 %                                                                                         | 711                                                                                             | 6,65 %                                                                                          |
| Loire (42)                      | 5 176                                                                                           | 21,15 %                                                                                         | 7 401                                                                                           | 30,25 %                                                                                         | 126                                                                                             | 0,51 %                                                                                          | 1 138                                                                                           | 4,65 %                                                                                          | 9 306                                                                                           | 38,03 %                                                                                         | 1 323                                                                                           | 5,41 %                                                                                          |
| Haute-Loire (43)                | 1 564                                                                                           | 20,27 %                                                                                         | 2 268                                                                                           | 29,39 %                                                                                         | 18                                                                                              | 0,23 %                                                                                          | 319                                                                                             | 4,13 %                                                                                          | 3 112                                                                                           | 34,33 %                                                                                         | 435                                                                                             | 5,64 %                                                                                          |
| Loire-Atlantique (44)           | 12 268                                                                                          | 16,27 %                                                                                         | 23 991                                                                                          | 31,83 %                                                                                         | 256                                                                                             | 0,34 %                                                                                          | 3 852                                                                                           | 5,11 %                                                                                          | 30 810                                                                                          | 40,87 %                                                                                         | 4 205                                                                                           | 5,58 %                                                                                          |
| Loiret (45)                     | 3 811                                                                                           | 16,67 %                                                                                         | 6 864                                                                                           | 30,02 %                                                                                         | 86                                                                                              | 0,37 %                                                                                          | 1 467                                                                                           | 6,42 %                                                                                          | 9 199                                                                                           | 40,24 %                                                                                         | 1 435                                                                                           | 6,28 %                                                                                          |
| Lot (46)                        | 2 378                                                                                           | 20,58 %                                                                                         | 2 358                                                                                           | 20,40 %                                                                                         | 235                                                                                             | 2,03 %                                                                                          | 426                                                                                             | 3,69 %                                                                                          | 5 392                                                                                           | 46,66 %                                                                                         | 768                                                                                             | 6,65 %                                                                                          |
| Lot-et-Garonne (47)             | 2 376                                                                                           | 17,64 %                                                                                         | 3 059                                                                                           | 22,71 %                                                                                         | 164                                                                                             | 1,22 %                                                                                          | 545                                                                                             | 4,05 %                                                                                          | 6 035                                                                                           | 44,81 %                                                                                         | 1 289                                                                                           | 9,57 %                                                                                          |
| Lozère (48)                     | 626                                                                                             | 19,02 %                                                                                         | 633                                                                                             | 19,23 %                                                                                         | 14                                                                                              | 0,43 %                                                                                          | 132                                                                                             | 4,01 %                                                                                          | 1 611                                                                                           | 48,95 %                                                                                         | 275                                                                                             | 8,36 %                                                                                          |
| Maine-et-Loire (49)             | 4 389                                                                                           | 15,32 %                                                                                         | 9 247                                                                                           | 32,27 %                                                                                         | 98                                                                                              | 0,34 %                                                                                          | 1 492                                                                                           | 5,21 %                                                                                          | 11 709                                                                                          | 40,86 %                                                                                         | 1 720                                                                                           | 6,00 %                                                                                          |
| Manche (50)                     | 3 423                                                                                           | 17,62 %                                                                                         | 6 015                                                                                           | 30,96 %                                                                                         | 67                                                                                              | 0,34 %                                                                                          | 805                                                                                             | 4,14 %                                                                                          | 8 121                                                                                           | 41,80 %                                                                                         | 998                                                                                             | 5,14 %                                                                                          |
| Marne (51)                      | 2 285                                                                                           | 17,31 %                                                                                         | 4 006                                                                                           | 30,34 %                                                                                         | 48                                                                                              | 0,36 %                                                                                          | 704                                                                                             | 5,33 %                                                                                          | 5 346                                                                                           | 40,49 %                                                                                         | 815                                                                                             | 6,17 %                                                                                          |
| Haute-Marne (52)                | 773                                                                                             | 17,77 %                                                                                         | 1 371                                                                                           | 31,51 %                                                                                         | 26                                                                                              | 0,60 %                                                                                          | 200                                                                                             | 4,60 %                                                                                          | 1 706                                                                                           | 39,21 %                                                                                         | 275                                                                                             | 6,32 %                                                                                          |
| Mayenne (53)                    | 1 519                                                                                           | 15,48 %                                                                                         | 2 806                                                                                           | 28,60 %                                                                                         | 47                                                                                              | 0,48 %                                                                                          | 559                                                                                             | 5,70 %                                                                                          | 4 056                                                                                           | 41,34 %                                                                                         | 824                                                                                             | 8,40 %                                                                                          |
| Meurthe-et-Moselle (54)         | 4 176                                                                                           | 15,43 %                                                                                         | 8 715                                                                                           | 32,19 %                                                                                         | 119                                                                                             | 0,44 %                                                                                          | 1 289                                                                                           | 4,76 %                                                                                          | 10 942                                                                                          | 40,42 %                                                                                         | 1 829                                                                                           | 6,76 %                                                                                          |
| Meuse (55)                      | 892                                                                                             | 15,24 %                                                                                         | 1 709                                                                                           | 29,20 %                                                                                         | 25                                                                                              | 0,43 %                                                                                          | 290                                                                                             | 4,96 %                                                                                          | 2 472                                                                                           | 42,24 %                                                                                         | 464                                                                                             | 7,93 %                                                                                          |
| Morbihan (56)                   | 5 520                                                                                           | 16,18 %                                                                                         | 9 988                                                                                           | 29,28 %                                                                                         | 108                                                                                             | 0,32 %                                                                                          | 1 781                                                                                           | 5,22 %                                                                                          | 14 956                                                                                          | 43,84 %                                                                                         | 1 759                                                                                           | 5,16 %                                                                                          |
| Moselle (57)                    | 3 767                                                                                           | 14,07 %                                                                                         | 7 733                                                                                           | 28,88 %                                                                                         | 129                                                                                             | 0,48 %                                                                                          | 1 394                                                                                           | 5,21 %                                                                                          | 11 873                                                                                          | 44,34 %                                                                                         | 1 881                                                                                           | 7,02 %                                                                                          |
| Nièvre (58)                     | 2 590                                                                                           | 24,29 %                                                                                         | 2 632                                                                                           | 24,68 %                                                                                         | 37                                                                                              | 0,35 %                                                                                          | 399                                                                                             | 3,74 %                                                                                          | 4 280                                                                                           | 40,14 %                                                                                         | 725                                                                                             | 6,80 %                                                                                          |
| Nord (59)                       | 9 594                                                                                           | 10,53 %                                                                                         | 49 583                                                                                          | 54,43 %                                                                                         | 508                                                                                             | 0,56 %                                                                                          | 3 739                                                                                           | 4,10 %                                                                                          | 23 634                                                                                          | 25,94 %                                                                                         | 4 039                                                                                           | 4,43 %                                                                                          |
| Oise (60)                       | 3 400                                                                                           | 15,55 %                                                                                         | 7 083                                                                                           | 32,39 %                                                                                         | 221                                                                                             | 1,01 %                                                                                          | 1 157                                                                                           | 5,29 %                                                                                          | 8 363                                                                                           | 38,24 %                                                                                         | 1 644                                                                                           | 7,52 %                                                                                          |
| Orne (61)                       | 1 700                                                                                           | 17,97 %                                                                                         | 2 725                                                                                           | 28,81 %                                                                                         | 36                                                                                              | 0,38 %                                                                                          | 423                                                                                             | 4,47 %                                                                                          | 3 982                                                                                           | 42,09 %                                                                                         | 594                                                                                             | 6,28 %                                                                                          |
| Pas-de-Calais (62)              | 5 006                                                                                           | 9,57 %                                                                                          | 22 443                                                                                          | 42,89 %                                                                                         | 343                                                                                             | 0,66 %                                                                                          | 1 850                                                                                           | 3,54 %                                                                                          | 19 570                                                                                          | 37,40 %                                                                                         | 3 110                                                                                           | 5,94 %                                                                                          |
| Puy-de-Dôme (63)                | 5 483                                                                                           | 17,85 %                                                                                         | 7 563                                                                                           | 24,63 %                                                                                         | 116                                                                                             | 0,38 %                                                                                          | 1 274                                                                                           | 4,15 %                                                                                          | 14 440                                                                                          | 47,02 %                                                                                         | 1 835                                                                                           | 5,98 %                                                                                          |
|                                 |                                                                                                 |                                                                                                 |                                                                                                 |                                                                                                 |                                                                                                 |                                                                                                 |                                                                                                 |                                                                                                 |                                                                                                 |                                                                                                 |                                                                                                 |                                                                                                 |
| Candidats                       | Arnaud Montebourg                                                                               | Arnaud Montebourg                                                                               | Martine Aubry                                                                                   | Martine Aubry                                                                                   | Jean-Michel Baylet                                                                              | Jean-Michel Baylet                                                                              | Manuel Valls                                                                                    | Manuel Valls                                                                                    | François Hollande                                                                               | François Hollande                                                                               | Ségolène Royal                                                                                  | Ségolène Royal                                                                                  |
|                                 |                                                                                                 |                                                                                                 |                                                                                                 |                                                                                                 |                                                                                                 |                                                                                                 |                                                                                                 |                                                                                                 |                                                                                                 |                                                                                                 |                                                                                                 |                                                                                                 |
| Pyrénées-Atlantiques (64)       | 5 318                                                                                           | 17,89 %                                                                                         | 9 081                                                                                           | 31,05 %                                                                                         | 123                                                                                             | 0,41 %                                                                                          | 1 433                                                                                           | 4,82 %                                                                                          | 11 548                                                                                          | 38,85 %                                                                                         | 2 072                                                                                           | 6,97 %                                                                                          |
| Hautes-Pyrénées (65)            | 2 455                                                                                           | 18,84 %                                                                                         | 3 494                                                                                           | 26,81 %                                                                                         | 275                                                                                             | 2,11 %                                                                                          | 603                                                                                             | 4,63 %                                                                                          | 5 208                                                                                           | 39,96 %                                                                                         | 998                                                                                             | 7,66 %                                                                                          |
| Pyrénées-Orientales (66)        | 3 406                                                                                           | 18,11 %                                                                                         | 3 866                                                                                           | 20,55 %                                                                                         | 147                                                                                             | 0,78 %                                                                                          | 1 104                                                                                           | 5,87 %                                                                                          | 8 662                                                                                           | 46,05 %                                                                                         | 1 625                                                                                           | 8,64 %                                                                                          |
| Bas-Rhin (67)                   | 3 951                                                                                           | 15,43 %                                                                                         | 8 857                                                                                           | 34,59 %                                                                                         | 149                                                                                             | 0,58 %                                                                                          | 1 691                                                                                           | 6,60 %                                                                                          | 9 488                                                                                           | 37,06 %                                                                                         | 1 469                                                                                           | 5,74 %                                                                                          |
| Haut-Rhin (68)                  | 2 503                                                                                           | 15,44 %                                                                                         | 5 322                                                                                           | 32,82 %                                                                                         | 96                                                                                              | 0,59 %                                                                                          | 1 058                                                                                           | 6,53 %                                                                                          | 6 185                                                                                           | 38,15 %                                                                                         | 1 049                                                                                           | 6,47 %                                                                                          |
| Rhône (69)                      | 13 461                                                                                          | 19,86 %                                                                                         | 21 555                                                                                          | 31,79 %                                                                                         | 318                                                                                             | 0,47 %                                                                                          | 4 585                                                                                           | 6,76 %                                                                                          | 23 727                                                                                          | 35,00 %                                                                                         | 4 148                                                                                           | 6,12 %                                                                                          |
| Haute-Saône (70)                | 1 341                                                                                           | 15,43 %                                                                                         | 2 029                                                                                           | 23,34 %                                                                                         | 25                                                                                              | 0,29 %                                                                                          | 333                                                                                             | 3,83 %                                                                                          | 4 278                                                                                           | 49,22 %                                                                                         | 686                                                                                             | 7,89 %                                                                                          |
| Saône-et-Loire (71)             | 16 671                                                                                          | 56,21 %                                                                                         | 4 361                                                                                           | 14,70 %                                                                                         | 109                                                                                             | 0,37 %                                                                                          | 769                                                                                             | 2,59 %                                                                                          | 6 821                                                                                           | 23,00 %                                                                                         | 926                                                                                             | 3,12 %                                                                                          |
| Sarthe (72)                     | 2 952                                                                                           | 15,14 %                                                                                         | 5 996                                                                                           | 30,74 %                                                                                         | 54                                                                                              | 0,28 %                                                                                          | 915                                                                                             | 4,69 %                                                                                          | 8 501                                                                                           | 43,59 %                                                                                         | 1 085                                                                                           | 5,56 %                                                                                          |
| Savoie (73)                     | 3 106                                                                                           | 19,59 %                                                                                         | 5 005                                                                                           | 31,57 %                                                                                         | 64                                                                                              | 0,40 %                                                                                          | 881                                                                                             | 5,56 %                                                                                          | 5 861                                                                                           | 36,97 %                                                                                         | 935                                                                                             | 5,90 %                                                                                          |
| Haute-Savoie (74)               | 4 365                                                                                           | 20,23 %                                                                                         | 6 739                                                                                           | 31,24 %                                                                                         | 74                                                                                              | 0,34 %                                                                                          | 1 365                                                                                           | 6,33 %                                                                                          | 7 678                                                                                           | 35,59 %                                                                                         | 1 352                                                                                           | 6,27 %                                                                                          |
| Paris (75)                      | 26 630                                                                                          | 16,22 %                                                                                         | 61 526                                                                                          | 37,46 %                                                                                         | 850                                                                                             | 0,52 %                                                                                          | 13 776                                                                                          | 8,39 %                                                                                          | 52 114                                                                                          | 31,73 %                                                                                         | 9 329                                                                                           | 5,68 %                                                                                          |
| Seine-Maritime (76)             | 7 068                                                                                           | 14,98 %                                                                                         | 17 757                                                                                          | 37,64 %                                                                                         | 270                                                                                             | 0,57 %                                                                                          | 2 248                                                                                           | 4,77 %                                                                                          | 17 084                                                                                          | 36,21 %                                                                                         | 2 750                                                                                           | 5,83 %                                                                                          |
| Seine-et-Marne (77)             | 7 474                                                                                           | 17,19 %                                                                                         | 12 846                                                                                          | 29,54 %                                                                                         | 262                                                                                             | 0,60 %                                                                                          | 3 015                                                                                           | 6,93 %                                                                                          | 16 613                                                                                          | 38,21 %                                                                                         | 3 271                                                                                           | 7,52 %                                                                                          |
| Yvelines (78)                   | 9 061                                                                                           | 15,18 %                                                                                         | 18 575                                                                                          | 31,13 %                                                                                         | 270                                                                                             | 0,45 %                                                                                          | 5 485                                                                                           | 9,19 %                                                                                          | 22 454                                                                                          | 37,63 %                                                                                         | 3 829                                                                                           | 6,42 %                                                                                          |
| Deux-Sèvres (79)                | 2 647                                                                                           | 16,54 %                                                                                         | 2 802                                                                                           | 17,51 %                                                                                         | 58                                                                                              | 0,36 %                                                                                          | 569                                                                                             | 3,56 %                                                                                          | 7 020                                                                                           | 43,87 %                                                                                         | 2 905                                                                                           | 18,16 %                                                                                         |
| Somme (80)                      | 2 507                                                                                           | 15,41 %                                                                                         | 5 708                                                                                           | 35,09 %                                                                                         | 73                                                                                              | 0,45 %                                                                                          | 588                                                                                             | 3,61 %                                                                                          | 6 209                                                                                           | 38,16 %                                                                                         | 1 184                                                                                           | 7,28 %                                                                                          |
| Tarn (81)                       | 3 655                                                                                           | 18,55 %                                                                                         | 5 106                                                                                           | 25,91 %                                                                                         | 159                                                                                             | 0,81 %                                                                                          | 913                                                                                             | 4,63 %                                                                                          | 8 378                                                                                           | 42,51 %                                                                                         | 1 495                                                                                           | 7,59 %                                                                                          |
| Tarn-et-Garonne (82)            | 2 141                                                                                           | 16,68 %                                                                                         | 2 766                                                                                           | 21,55 %                                                                                         | 1 850                                                                                           | 14,42 %                                                                                         | 580                                                                                             | 4,52 %                                                                                          | 4 591                                                                                           | 35,78 %                                                                                         | 905                                                                                             | 7,05 %                                                                                          |
| Var (83)                        | 6 505                                                                                           | 20,74 %                                                                                         | 7 810                                                                                           | 24,90 %                                                                                         | 139                                                                                             | 0,44 %                                                                                          | 1 839                                                                                           | 5,86 %                                                                                          | 12 459                                                                                          | 39,71 %                                                                                         | 2 621                                                                                           | 8,35 %                                                                                          |
| Vaucluse (84)                   | 4 441                                                                                           | 21,96 %                                                                                         | 5 446                                                                                           | 26,93 %                                                                                         | 88                                                                                              | 0,45 %                                                                                          | 1 183                                                                                           | 5,85 %                                                                                          | 7 387                                                                                           | 36,53 %                                                                                         | 1 675                                                                                           | 8,28 %                                                                                          |
| Vendée (85)                     | 3 190                                                                                           | 15,93 %                                                                                         | 5 709                                                                                           | 28,50 %                                                                                         | 77                                                                                              | 0,38 %                                                                                          | 900                                                                                             | 4,49 %                                                                                          | 8 691                                                                                           | 43,39 %                                                                                         | 1 464                                                                                           | 7,31 %                                                                                          |
| Vienne (86)                     | 3 251                                                                                           | 16,67 %                                                                                         | 4 125                                                                                           | 21,15 %                                                                                         | 78                                                                                              | 0,40 %                                                                                          | 721                                                                                             | 3,70 %                                                                                          | 7 972                                                                                           | 40,89 %                                                                                         | 3 351                                                                                           | 17,19 %                                                                                         |
| Haute-Vienne (87)               | 2 722                                                                                           | 13,02 %                                                                                         | 2 947                                                                                           | 14,09 %                                                                                         | 60                                                                                              | 0,29 %                                                                                          | 825                                                                                             | 3,95 %                                                                                          | 13 242                                                                                          | 63,32 %                                                                                         | 1 116                                                                                           | 5,33 %                                                                                          |
| Vosges (88)                     | 1 750                                                                                           | 16,81 %                                                                                         | 2 993                                                                                           | 28,74 %                                                                                         | 34                                                                                              | 0,33 %                                                                                          | 405                                                                                             | 3,89 %                                                                                          | 4 354                                                                                           | 41,81 %                                                                                         | 877                                                                                             | 8,42 %                                                                                          |
| Yonne (89)                      | 2 299                                                                                           | 21,65 %                                                                                         | 3 143                                                                                           | 29,60 %                                                                                         | 80                                                                                              | 0,75 %                                                                                          | 489                                                                                             | 4,61 %                                                                                          | 3 876                                                                                           | 36,50 %                                                                                         | 731                                                                                             | 6,88 %                                                                                          |
| Territoire de Belfort (90)      | 858                                                                                             | 18,62 %                                                                                         | 1 288                                                                                           | 27,95 %                                                                                         | 40                                                                                              | 0,87 %                                                                                          | 226                                                                                             | 4,90 %                                                                                          | 1 882                                                                                           | 40,83 %                                                                                         | 315                                                                                             | 6,83 %                                                                                          |
| Essonne (91)                    | 9 763                                                                                           | 16,55 %                                                                                         | 18 043                                                                                          | 30,60 %                                                                                         | 212                                                                                             | 0,36 %                                                                                          | 6 726                                                                                           | 11,41 %                                                                                         | 20 523                                                                                          | 34,80 %                                                                                         | 3 706                                                                                           | 6,28 %                                                                                          |
| Hauts-de-Seine (92)             | 10 724                                                                                          | 15,01 %                                                                                         | 23 089                                                                                          | 32,32 %                                                                                         | 402                                                                                             | 0,56 %                                                                                          | 6 829                                                                                           | 9,56 %                                                                                          | 26 050                                                                                          | 36,47 %                                                                                         | 4 337                                                                                           | 6,07 %                                                                                          |
| Seine-Saint-Denis (93)          | 7 588                                                                                           | 16,92 %                                                                                         | 15 282                                                                                          | 34,08 %                                                                                         | 324                                                                                             | 0,72 %                                                                                          | 2 227                                                                                           | 4,97 %                                                                                          | 15 704                                                                                          | 35,02 %                                                                                         | 3 718                                                                                           | 8,29 %                                                                                          |
| Val-de-Marne (94)               | 9 397                                                                                           | 16,69 %                                                                                         | 18 393                                                                                          | 32,67 %                                                                                         | 242                                                                                             | 0,43 %                                                                                          | 4 327                                                                                           | 7,69 %                                                                                          | 20 194                                                                                          | 35,87 %                                                                                         | 3 744                                                                                           | 6,65 %                                                                                          |
| Val-d'Oise (95)                 | 6 572                                                                                           | 15,56 %                                                                                         | 13 606                                                                                          | 32,23 %                                                                                         | 165                                                                                             | 0,39 %                                                                                          | 2 764                                                                                           | 6,55 %                                                                                          | 15 928                                                                                          | 37,73 %                                                                                         | 3 183                                                                                           | 7,54 %                                                                                          |
|                                 |                                                                                                 |                                                                                                 |                                                                                                 |                                                                                                 |                                                                                                 |                                                                                                 |                                                                                                 |                                                                                                 |                                                                                                 |                                                                                                 |                                                                                                 |                                                                                                 |
| Candidats                       | Arnaud Montebourg                                                                               | Arnaud Montebourg                                                                               | Martine Aubry                                                                                   | Martine Aubry                                                                                   | Jean-Michel Baylet                                                                              | Jean-Michel Baylet                                                                              | Manuel Valls                                                                                    | Manuel Valls                                                                                    | François Hollande                                                                               | François Hollande                                                                               | Ségolène Royal                                                                                  | Ségolène Royal                                                                                  |
|                                 |                                                                                                 |                                                                                                 |                                                                                                 |                                                                                                 |                                                                                                 |                                                                                                 |                                                                                                 |                                                                                                 |                                                                                                 |                                                                                                 |                                                                                                 |                                                                                                 |
| Guadeloupe                      | 343                                                                                             | 6,25 %                                                                                          | 971                                                                                             | 17,69 %                                                                                         | 23                                                                                              | 0,42 %                                                                                          | 89                                                                                              | 1,62 %                                                                                          | 3 429                                                                                           | 62,48 %                                                                                         | 633                                                                                             | 11,53 %                                                                                         |
| Martinique                      | 406                                                                                             | 10,66 %                                                                                         | 740                                                                                             | 19,43 %                                                                                         | 6                                                                                               | 0,16 %                                                                                          | 83                                                                                              | 2,18 %                                                                                          | 2 107                                                                                           | 55,33 %                                                                                         | 466                                                                                             | 12,24 %                                                                                         |
| Guyane                          | 169                                                                                             | 17,33 %                                                                                         | 277                                                                                             | 28,41 %                                                                                         | 3                                                                                               | 0,31 %                                                                                          | 33                                                                                              | 3,38 %                                                                                          | 389                                                                                             | 39,90 %                                                                                         | 104                                                                                             | 10,67 %                                                                                         |
| La Réunion                      | 1 393                                                                                           | 5,65 %                                                                                          | 8 766                                                                                           | 35,57 %                                                                                         | 152                                                                                             | 0,62 %                                                                                          | 605                                                                                             | 2,45 %                                                                                          | 10 665                                                                                          | 43,27 %                                                                                         | 3 065                                                                                           | 12,44 %                                                                                         |
| Polynésie française             | 130                                                                                             | 1,85 %                                                                                          | 682                                                                                             | 9,70 %                                                                                          | 65                                                                                              | 0,92 %                                                                                          | 74                                                                                              | 1,05 %                                                                                          | 4 387                                                                                           | 62,37 %                                                                                         | 1 696                                                                                           | 24,11 %                                                                                         |
| Mayotte                         | Le premier tour ne s'est pas tenu à Mayotte en raison de la situation sociale tendue sur l'île. | Le premier tour ne s'est pas tenu à Mayotte en raison de la situation sociale tendue sur l'île. | Le premier tour ne s'est pas tenu à Mayotte en raison de la situation sociale tendue sur l'île. | Le premier tour ne s'est pas tenu à Mayotte en raison de la situation sociale tendue sur l'île. | Le premier tour ne s'est pas tenu à Mayotte en raison de la situation sociale tendue sur l'île. | Le premier tour ne s'est pas tenu à Mayotte en raison de la situation sociale tendue sur l'île. | Le premier tour ne s'est pas tenu à Mayotte en raison de la situation sociale tendue sur l'île. | Le premier tour ne s'est pas tenu à Mayotte en raison de la situation sociale tendue sur l'île. | Le premier tour ne s'est pas tenu à Mayotte en raison de la situation sociale tendue sur l'île. | Le premier tour ne s'est pas tenu à Mayotte en raison de la situation sociale tendue sur l'île. | Le premier tour ne s'est pas tenu à Mayotte en raison de la situation sociale tendue sur l'île. | Le premier tour ne s'est pas tenu à Mayotte en raison de la situation sociale tendue sur l'île. |
| Nouvelle-Calédonie              | 111                                                                                             | 7,91 %                                                                                          | 351                                                                                             | 25,02 %                                                                                         | 11                                                                                              | 0,78 %                                                                                          | 37                                                                                              | 2,64 %                                                                                          | 602                                                                                             | 42,91 %                                                                                         | 291                                                                                             | 20,74 %                                                                                         |
| Saint-Pierre-et-Miquelon        | 13                                                                                              | 4,83 %                                                                                          | 62                                                                                              | 23,05 %                                                                                         | 106                                                                                             | 39,41 %                                                                                         | 6                                                                                               | 2,23 %                                                                                          | 69                                                                                              | 25,65 %                                                                                         | 13                                                                                              | 4,83 %                                                                                          |
| Français établis hors de France | 915                                                                                             | 13,42 %                                                                                         | 2 696                                                                                           | 39,54 %                                                                                         | 47                                                                                              | 0,69 %                                                                                          | 593                                                                                             | 8,70 %                                                                                          | 2 080                                                                                           | 30,51 %                                                                                         | 487                                                                                             | 7,14 %                                                                                          |

#### Résultats notables
- François Hollande est en tête dans la quasi-totalité des départements et obtient la majorité absolue dans huit d'entre eux. Il obtient son meilleur résultat en Corrèze avec 86 % des voix. Il arrive également en tête à Marseille, avec 37 % des voix.
- Martine Aubry est en première place dans quatre départements (Paris avec 37,46 % des voix, Seine-Maritime, Pas-de-Calais et Nord où elle obtient la majorité absolue). Elle est en tête chez les Français établis hors de France, à Lyon, avec 34,40 % des voix, et à Toulouse, avec 33,35 % des voix.
- Arnaud Montebourg obtient la majorité absolue en Saône-et-Loire. Il devance Martine Aubry en Côte-d'Or, en Corrèze, dans le Jura et dans le Lot.
- Ségolène Royal obtient ses meilleurs résultats en Polynésie française (24,11 %), en Nouvelle-Calédonie (20,74 %) et dans les Deux-Sèvres (18,16 %).
- Manuel Valls réalise ses résultats les plus élevés en Essonne (11,41 %), dans les Hauts-de-Seine (9,56 %) et dans les Yvelines (9,19 %).
- Malgré son très faible score au niveau national (0,64 %), le radical Jean-Michel Baylet est en tête à Saint-Pierre-et-Miquelon avec 39,41 % des voix. Il obtient également 14,45 % en Haute-Corse (en 3e position) et 14,42 % en Tarn-et-Garonne.

#### Galerie

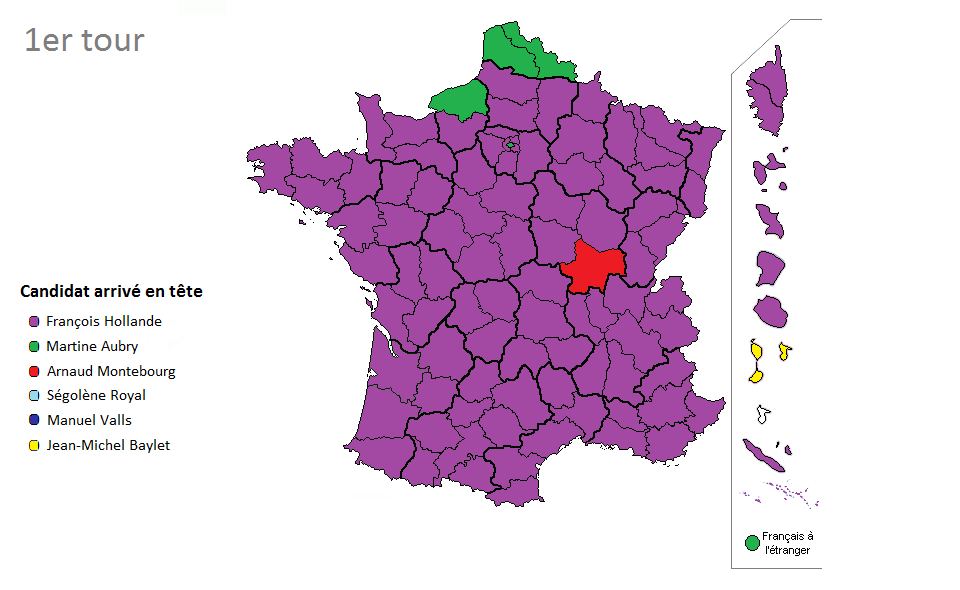
Candidats en tête au 1er tour
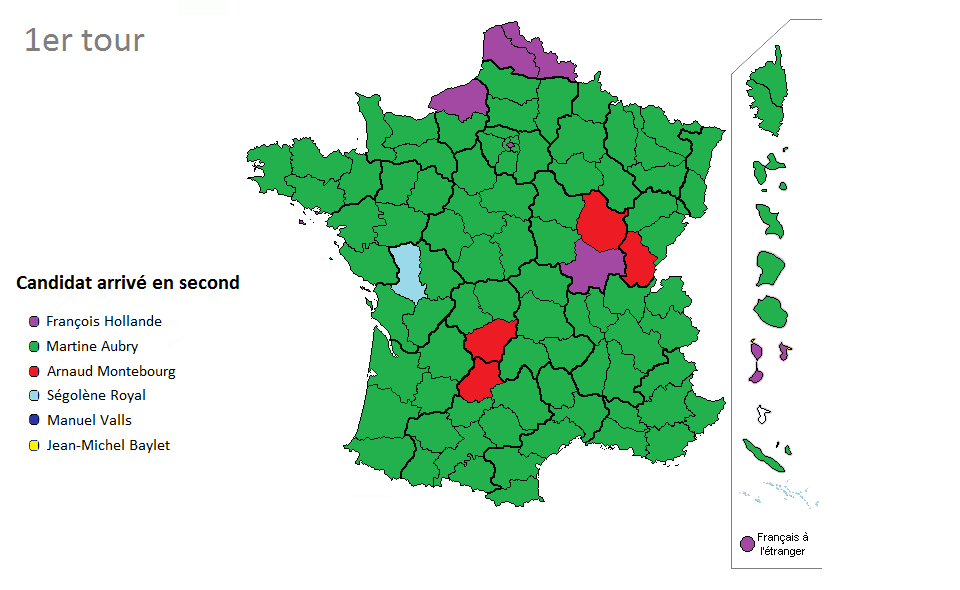
Candidats en deuxième position au 1er tour
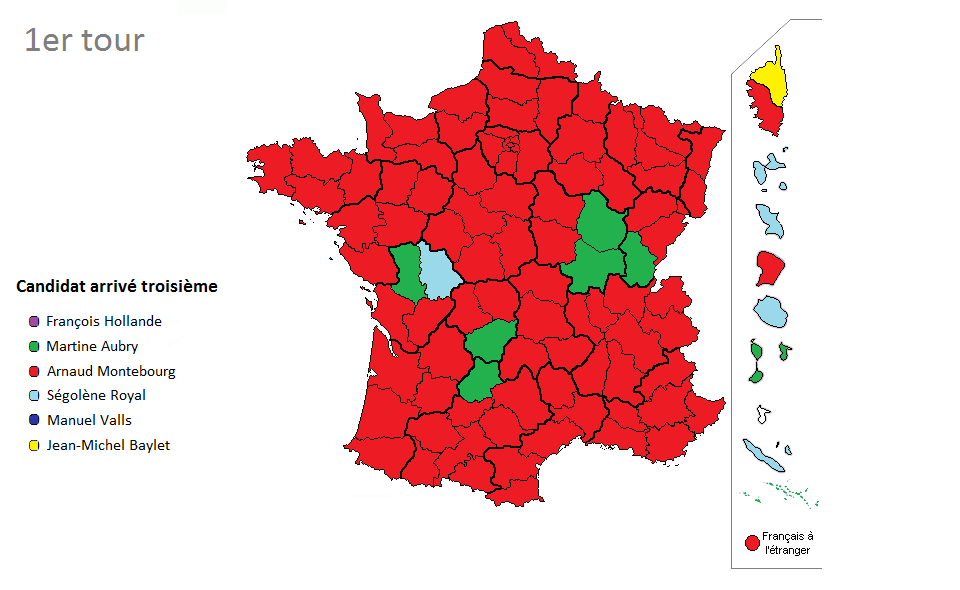
Candidats en troisième position au 1er tour
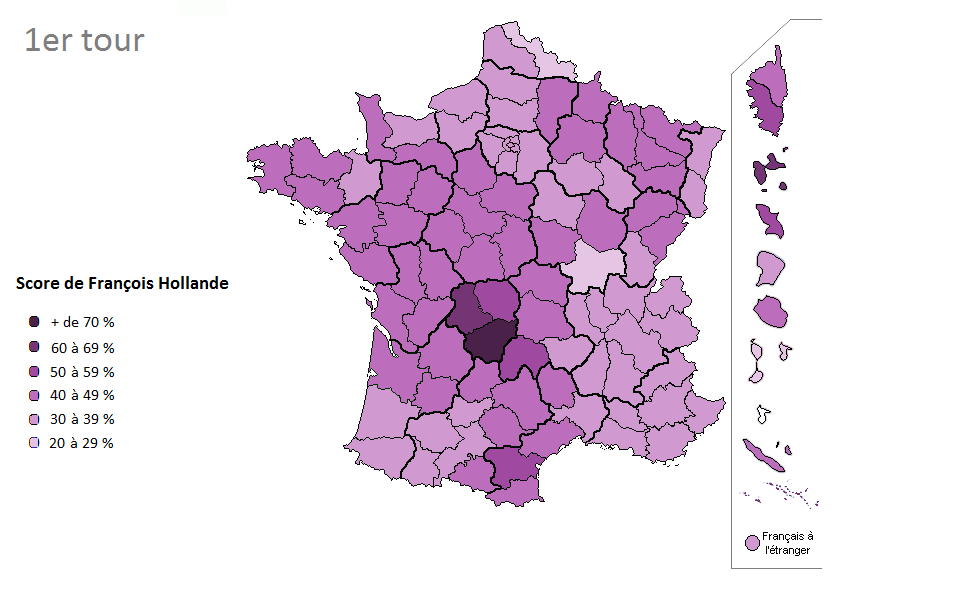
Score de François Hollande au 1er tour
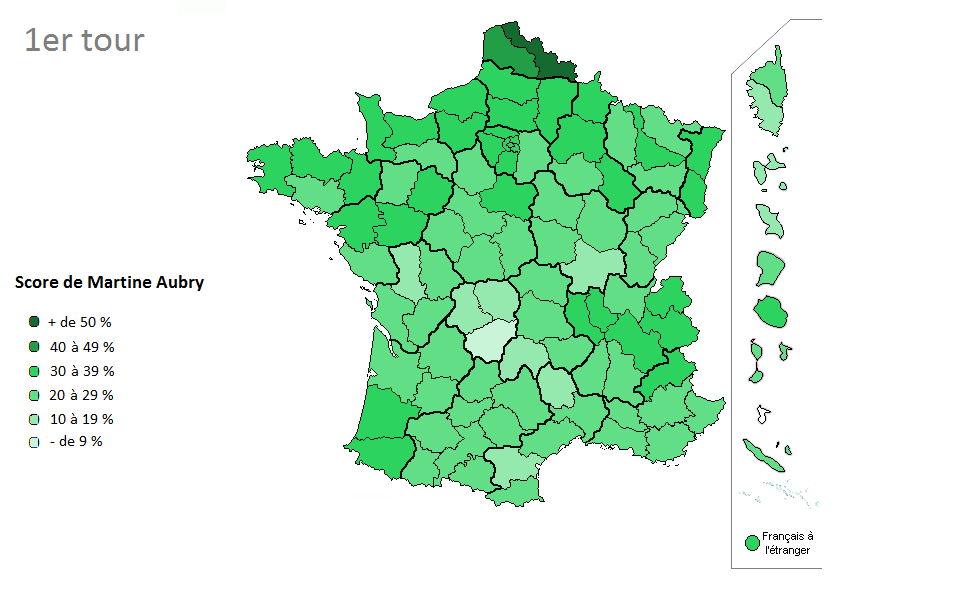
Score de Martine Aubry au 1er tour

## Second tour

### Taux de participation
À 13 h, le Parti socialiste annonce une participation de 868 897 votants sur 6 000 bureaux (contre 744 527 à la même heure le 9 octobre).

### Résultats

#### Résultats nationaux
Il s'agit des résultats définitifs communiqués par la Haute autorité des primaires qui a décidé de ne pas prendre en considération les résultats de 18 bureaux de vote (sur 9425) qui n'ont pas satisfait au règlement électoral.
| Candidats      | Candidats         | Étiquette      | Voix      | %      |  |
| -------------- | ----------------- | -------------- | --------- | ------ |  |
|                | François Hollande | PS             | 1 607 268 | 56,57  |  |
|                | Martine Aubry     | PS             | 1 233 899 | 43,43  |  |
|                |                   |                |           |        |  |
| Votants        | Votants           | Votants        | 2 860 157 | 100,00 |  |
| Exprimés       | Exprimés          | Exprimés       | 2 841 167 | 99,34  |  |
| Blancs et nuls | Blancs et nuls    | Blancs et nuls | 18 990    | 0,66   |  |

#### Résultats détaillés par département
| Départements                    | Candidats                                                                  | Candidats                                                                  | Candidats                                                                  | Candidats                                                                  |
| Départements                    | Martine Aubry                                                              | Martine Aubry                                                              | François Hollande                                                          | François Hollande                                                          |
| ------------------------------- | -------------------------------------------------------------------------- | -------------------------------------------------------------------------- | -------------------------------------------------------------------------- | -------------------------------------------------------------------------- |
| Départements                    |                                                                            |                                                                            |                                                                            |                                                                            |
| Ain (01)                        | 8 669                                                                      | 44,55 %                                                                    | 10 788                                                                     | 55,45 %                                                                    |
| Aisne (02)                      | 5 996                                                                      | 43,17 %                                                                    | 7 892                                                                      | 56,83 %                                                                    |
| Allier (03)                     | 4 781                                                                      | 37,19 %                                                                    | 8 076                                                                      | 62,81 %                                                                    |
| Alpes de Haute-Provence (04)    | 3 536                                                                      | 43,02 %                                                                    | 4 684                                                                      | 56,98 %                                                                    |
| Hautes-Alpes (05)               | 3 147                                                                      | 48,15 %                                                                    | 3 389                                                                      | 51,85 %                                                                    |
| Alpes-Maritimes (06)            | 12 784                                                                     | 41,60 %                                                                    | 17 947                                                                     | 58,40 %                                                                    |
| Ardèche (07)                    | 7 204                                                                      | 45,06 %                                                                    | 8 782                                                                      | 54,94 %                                                                    |
| Ardennes (08)                   | 3 836                                                                      | 43,34 %                                                                    | 5 015                                                                      | 56,66 %                                                                    |
| Ariège (09)                     | 4 398                                                                      | 36,09 %                                                                    | 7 788                                                                      | 63,91 %                                                                    |
| Aube (10)                       | 2 856                                                                      | 40,61 %                                                                    | 4 177                                                                      | 59,39 %                                                                    |
| Aude (11)                       | 7 015                                                                      | 27,62 %                                                                    | 18 384                                                                     | 72,38 %                                                                    |
| Aveyron (12)                    | 5 107                                                                      | 38,25 %                                                                    | 8 245                                                                      | 61,75 %                                                                    |
| Bouches-du-Rhône (13)           | 31 728                                                                     | 42,82 %                                                                    | 42 365                                                                     | 57,18 %                                                                    |
| Calvados (14)                   | 15 623                                                                     | 47,13 %                                                                    | 17 529                                                                     | 52,87 %                                                                    |
| Cantal (15)                     | 1 693                                                                      | 25,61 %                                                                    | 4 917                                                                      | 74,39 %                                                                    |
| Charente (16)                   | 5 080                                                                      | 32,47 %                                                                    | 10 567                                                                     | 67,53 %                                                                    |
| Charente-Maritime (17)          | 10 023                                                                     | 34,08 %                                                                    | 19 384                                                                     | 65,92 %                                                                    |
| Cher (18)                       | 4 159                                                                      | 40,59 %                                                                    | 6 087                                                                      | 59,41 %                                                                    |
| Corrèze (19)                    | 1 423                                                                      | 5,77 %                                                                     | 23 220                                                                     | 94,23 %                                                                    |
| Corse-du-Sud                    | 1 248                                                                      | 28,53 %                                                                    | 3 126                                                                      | 71,47 %                                                                    |
| Haute-Corse                     | 3 009                                                                      | 39,80 %                                                                    | 4 551                                                                      | 60,20 %                                                                    |
| Côte-d'Or (21)                  | 8 681                                                                      | 37,75 %                                                                    | 14 317                                                                     | 62,25 %                                                                    |
| Côtes-d'Armor (22)              | 16 436                                                                     | 41,83 %                                                                    | 22 852                                                                     | 58,17 %                                                                    |
| Creuse (23)                     | 2 000                                                                      | 29,86 %                                                                    | 4 699                                                                      | 70,14 %                                                                    |
| Dordogne (24)                   | 7 776                                                                      | 33,06 %                                                                    | 15 747                                                                     | 66,94 %                                                                    |
| Doubs (25)                      | 8 829                                                                      | 41,61 %                                                                    | 12 391                                                                     | 58,39 %                                                                    |
| Drôme (26)                      | 10 098                                                                     | 44,70 %                                                                    | 12 493                                                                     | 55,30 %                                                                    |
| Eure (27)                       | 9 371                                                                      | 45,62 %                                                                    | 11 169                                                                     | 54,38 %                                                                    |
| Eure-et-Loir (28)               | 5 597                                                                      | 41,55 %                                                                    | 7 875                                                                      | 58,45 %                                                                    |
| Finistère (29)                  | 25 394                                                                     | 43,53 %                                                                    | 32 941                                                                     | 56,47 %                                                                    |
| Gard (30)                       | 11 557                                                                     | 38,45 %                                                                    | 18 504                                                                     | 61,55 %                                                                    |
|                                 |                                                                            |                                                                            |                                                                            |                                                                            |
| Candidats                       | Martine Aubry                                                              | Martine Aubry                                                              | François Hollande                                                          | François Hollande                                                          |
|                                 |                                                                            |                                                                            |                                                                            |                                                                            |
| Haute-Garonne (31)              | 35 372                                                                     | 42,52 %                                                                    | 47 812                                                                     | 57,48 %                                                                    |
| Gers (32)                       | 5 094                                                                      | 41,14 %                                                                    | 7 287                                                                      | 58,86 %                                                                    |
| Gironde (33)                    | 32 827                                                                     | 40,27 %                                                                    | 48 697                                                                     | 59,73 %                                                                    |
| Hérault (34)                    | 21 497                                                                     | 38,44 %                                                                    | 34 429                                                                     | 61,56 %                                                                    |
| Ille-et-Vilaine (35)            | 25 072                                                                     | 46,52 %                                                                    | 28 827                                                                     | 53,48 %                                                                    |
| Indre (36)                      | 3 253                                                                      | 39,94 %                                                                    | 4 891                                                                      | 60,06 %                                                                    |
| Indre-et-Loire (37)             | 10 675                                                                     | 40,68 %                                                                    | 15 564                                                                     | 59,32 %                                                                    |
| Isère (38)                      | 26 375                                                                     | 46,78 %                                                                    | 30 011                                                                     | 53,22 %                                                                    |
| Jura (39)                       | 4 459                                                                      | 43,73 %                                                                    | 5 738                                                                      | 56,27 %                                                                    |
| Landes (40)                     | 10 432                                                                     | 45,04 %                                                                    | 12 732                                                                     | 54,96 %                                                                    |
| Loir-et-Cher (41)               | 4 869                                                                      | 41,77 %                                                                    | 6 787                                                                      | 58,23 %                                                                    |
| Loire (42)                      | 11 857                                                                     | 44,75 %                                                                    | 14 637                                                                     | 55,25 %                                                                    |
| Haute-Loire (43)                | 3 917                                                                      | 44,07 %                                                                    | 4 971                                                                      | 55,93 %                                                                    |
| Loire-Atlantique (44)           | 35 165                                                                     | 43,89 %                                                                    | 44 957                                                                     | 56,11 %                                                                    |
| Loiret (45)                     | 10 157                                                                     | 42,03 %                                                                    | 14 008                                                                     | 57,97 %                                                                    |
| Lot (46)                        | 4 035                                                                      | 32,49 %                                                                    | 8 385                                                                      | 67,51 %                                                                    |
| Lot-et-Garonne (47)             | 5 073                                                                      | 35,70 %                                                                    | 9 143                                                                      | 64,30 %                                                                    |
| Lozère (48)                     | 1 167                                                                      | 33,61 %                                                                    | 2 305                                                                      | 66,39 %                                                                    |
| Maine-et-Loire (49)             | 13 688                                                                     | 44,20 %                                                                    | 17 279                                                                     | 55,80 %                                                                    |
| Manche (50)                     | 9 171                                                                      | 42,87 %                                                                    | 12 220                                                                     | 57,13 %                                                                    |
| Marne (51)                      | 6 075                                                                      | 41,75 %                                                                    | 8 475                                                                      | 58,25 %                                                                    |
| Haute-Marne (52)                | 2 148                                                                      | 44,70 %                                                                    | 2 657                                                                      | 55,30 %                                                                    |
| Mayenne (53)                    | 4 257                                                                      | 41,46 %                                                                    | 6 010                                                                      | 58,54 %                                                                    |
| Meurthe-et-Moselle (54)         | 13 191                                                                     | 44,89 %                                                                    | 16 194                                                                     | 55,11 %                                                                    |
| Meuse (55)                      | 2 544                                                                      | 40,34 %                                                                    | 3 762                                                                      | 59,66 %                                                                    |
| Morbihan (56)                   | 15 239                                                                     | 41,11 %                                                                    | 21 833                                                                     | 58,89 %                                                                    |
| Moselle (57)                    | 11 892                                                                     | 41,32 %                                                                    | 16 891                                                                     | 58,68 %                                                                    |
| Nièvre (58)                     | 4 711                                                                      | 39,94 %                                                                    | 7 083                                                                      | 60,06 %                                                                    |
| Nord (59)                       | 72 653                                                                     | 68,28 %                                                                    | 33 758                                                                     | 31,72 %                                                                    |
| Oise (60)                       | 10 979                                                                     | 45,71 %                                                                    | 13 040                                                                     | 54,29 %                                                                    |
| Orne (61)                       | 4 242                                                                      | 41,78 %                                                                    | 5 912                                                                      | 58,22 %                                                                    |
| Pas-de-Calais (62)              | 34 432                                                                     | 56,33 %                                                                    | 26 693                                                                     | 43,67 %                                                                    |
| Puy-de-Dôme (63)                | 12 185                                                                     | 36,58 %                                                                    | 21 124                                                                     | 63,42 %                                                                    |
|                                 |                                                                            |                                                                            |                                                                            |                                                                            |
| Candidats                       | Martine Aubry                                                              | Martine Aubry                                                              | François Hollande                                                          | François Hollande                                                          |
|                                 |                                                                            |                                                                            |                                                                            |                                                                            |
| Pyrénées-Atlantiques (64)       | 15 078                                                                     | 43,83 %                                                                    | 19 326                                                                     | 56,17 %                                                                    |
| Hautes-Pyrénées (65)            | 5 403                                                                      | 39,16 %                                                                    | 8 394                                                                      | 60,84 %                                                                    |
| Pyrénées-Orientales (66)        | 6 514                                                                      | 33,44 %                                                                    | 12 967                                                                     | 66,56 %                                                                    |
| Bas-Rhin (67)                   | 12 668                                                                     | 47,92 %                                                                    | 13 766                                                                     | 52,08 %                                                                    |
| Haut-Rhin (68)                  | 7 773                                                                      | 45,51 %                                                                    | 9 308                                                                      | 54,49 %                                                                    |
| Rhône (69)                      | 32 638                                                                     | 45,59 %                                                                    | 38 949                                                                     | 54,41 %                                                                    |
| Haute-Saône (70)                | 3 432                                                                      | 35,21 %                                                                    | 6 316                                                                      | 64,79 %                                                                    |
| Saône-et-Loire (71)             | 11 307                                                                     | 40,36 %                                                                    | 16 710                                                                     | 59,64 %                                                                    |
| Sarthe (72)                     | 8 866                                                                      | 41,70 %                                                                    | 12 393                                                                     | 58,30 %                                                                    |
| Savoie (73)                     | 7 561                                                                      | 45,55 %                                                                    | 9 037                                                                      | 54,45 %                                                                    |
| Haute-Savoie (74)               | 10 110                                                                     | 45,92 %                                                                    | 11 905                                                                     | 54,08 %                                                                    |
| Paris (75)                      | 84 290                                                                     | 50,25 %                                                                    | 83 442                                                                     | 49,75 %                                                                    |
| Seine-Maritime (76)             | 27 616                                                                     | 50,48 %                                                                    | 27 096                                                                     | 49,52 %                                                                    |
| Seine-et-Marne (77)             | 20 374                                                                     | 43,70 %                                                                    | 26 250                                                                     | 56,30 %                                                                    |
| Yvelines (78)                   | 26 687                                                                     | 43,38 %                                                                    | 34 838                                                                     | 56,62 %                                                                    |
| Deux-Sèvres (79)                | 4 502                                                                      | 27,78 %                                                                    | 11 703                                                                     | 72,22 %                                                                    |
| Somme (80)                      | 9 037                                                                      | 50,04 %                                                                    | 9 022                                                                      | 49,96 %                                                                    |
| Tarn (81)                       | 8 029                                                                      | 38,64 %                                                                    | 12 748                                                                     | 61,36 %                                                                    |
| Tarn-et-Garonne (82)            | 4 723                                                                      | 36,88 %                                                                    | 8 082                                                                      | 63,12 %                                                                    |
| Var (83)                        | 12 546                                                                     | 38,10 %                                                                    | 20 387                                                                     | 61,90 %                                                                    |
| Vaucluse (84)                   | 8 964                                                                      | 43,09 %                                                                    | 11 839                                                                     | 56,91 %                                                                    |
| Vendée (85)                     | 8 714                                                                      | 40,11 %                                                                    | 13 009                                                                     | 59,89 %                                                                    |
| Vienne (86)                     | 6 682                                                                      | 33,18 %                                                                    | 13 459                                                                     | 66,82 %                                                                    |
| Haute-Vienne (87)               | 4 503                                                                      | 19,98 %                                                                    | 18 036                                                                     | 80,02 %                                                                    |
| Vosges (88)                     | 4 871                                                                      | 41,92 %                                                                    | 6 750                                                                      | 58,08 %                                                                    |
| Yonne (89)                      | 5 217                                                                      | 45,21 %                                                                    | 6 322                                                                      | 54,79 %                                                                    |
| Territoire de Belfort (90)      | 2 220                                                                      | 42,35 %                                                                    | 3 022                                                                      | 57,65 %                                                                    |
| Essonne (91)                    | 27 498                                                                     | 44,61 %                                                                    | 34 145                                                                     | 55,39 %                                                                    |
| Hauts-de-Seine (92)             | 32 825                                                                     | 44,15 %                                                                    | 41 525                                                                     | 55,85 %                                                                    |
| Seine-Saint-Denis (93)          | 24 214                                                                     | 48,27 %                                                                    | 25 952                                                                     | 51,73 %                                                                    |
| Val-de-Marne (94)               | 27 865                                                                     | 45,82 %                                                                    | 32 952                                                                     | 54,18 %                                                                    |
| Val-d'Oise (95)                 | 20 519                                                                     | 45,56 %                                                                    | 24 518                                                                     | 54,44 %                                                                    |
|                                 |                                                                            |                                                                            |                                                                            |                                                                            |
| Candidats                       | Martine Aubry                                                              | Martine Aubry                                                              | François Hollande                                                          | François Hollande                                                          |
|                                 |                                                                            |                                                                            |                                                                            |                                                                            |
| Guadeloupe                      | 1 788                                                                      | 22,56 %                                                                    | 6 137                                                                      | 77,44 %                                                                    |
| Martinique                      | 1 224                                                                      | 27,52 %                                                                    | 3 224                                                                      | 72,48 %                                                                    |
| Guyane                          | 411                                                                        | 35,07 %                                                                    | 761                                                                        | 64,93 %                                                                    |
| La Réunion                      | 13 863                                                                     | 46,20 %                                                                    | 16 146                                                                     | 53,80 %                                                                    |
| Polynésie française             | 883                                                                        | 9,47 %                                                                     | 8 440                                                                      | 90,53 %                                                                    |
| Mayotte                         | Le second tour ne s'est pas tenu en raison de la situation sociale tendue. | Le second tour ne s'est pas tenu en raison de la situation sociale tendue. | Le second tour ne s'est pas tenu en raison de la situation sociale tendue. | Le second tour ne s'est pas tenu en raison de la situation sociale tendue. |
| Nouvelle-Calédonie              | 590                                                                        | 36,74 %                                                                    | 1 016                                                                      | 63,26 %                                                                    |
| Saint-Pierre-et-Miquelon        | 113                                                                        | 44,66 %                                                                    | 140                                                                        | 55,34 %                                                                    |
| Français établis hors de France | 4 024                                                                      | 55,53 %                                                                    | 3 223                                                                      | 44,47 %                                                                    |

#### Résultats notables
- François Hollande obtient la majorité dans la quasi-totalité des départements. Il obtient notamment 94,23 % en Corrèze, 90,53 % en Polynésie Française, 80,02 % en Haute-Vienne, 77,44 % en Guadeloupe et 74,39 % dans le Cantal. Il l'emporte à Marseille avec 54,6 %, à Lyon avec 51,3 % et à Toulouse avec 51,7 %.
- Martine Aubry obtient la majorité dans le Nord (68,28 %), dans le Pas-de-Calais (56,33 %), des Français établis hors de France (55,53 %), en Seine-Maritime (50,48 %) et dans la Somme (50,04 %). Elle l'emporte à Paris avec 50,25 %.